# نیژنی (باشقیرستان)
نیژنی (انگلیسی: Nizhny, Republic of Bashkortostan) یک شهرک در شهرستان چیشمینسکی در استان باشقیرستان کشور روسیه است.